# Deg Xit'an
Deg Xit'an ([tek χitʼan]) är ett athabaskiskt folk bosatta i Alaska. Deras språk kallas Deg Xinag. Deg Xit'an bor huvudsakligen längs Anvikfloden, Innokofloden samt vid Holy Cross längs nedre Yukonfloden.
Deg Xit'an är medlemmar av de federalt erkända stammarna Anvik Village, Shageluk Native Village och Holy Cross Village. Iditarod har sitt ursprung i Deg Xit'an, dena'ina och iñupiaternas gamla leder och stigar.
Deg Xit'an gränsar jupikerna till väster och söder, holikachukerna till norr, övre kuskokwimerna till norr och öster och dena'ina till söder. Alla dessa är även de athabaskiska folk, förutom jupikerna som är ett eskimåiskt folk.

## Namn
Autonymen Deg Xitʼan betyder helt enkelt lokalbefolkning och Deg Xinag lokalspråk. Ibland används Deg Hitʼan för språket på engelska. Det finns ingen kontrast mellan /χ/ och /h/ i verbprefixen i Deg Xinag, och akustiskt bevis tyder på att det normativa uttalet i det sammanhanget är [χ] snarare än [h].
Det vanligaste äldre namnet är Ingalik (från centraljupikiska Ingqiliq med betydelsen athabaskisk men bokstavligen (en) som har lusägg) men termen betraktas som nedsättande av Deg Xitʼan. Inom äldre litteratur används namnet Anvik-Shageluk Ingalik (även Kuskokwim Ingalik och Yukon Ingalik) för att skilja dem från McGrath Ingalik som användes för övre kuskokwimerna.